# Fernando Meneses Romero
Fernando Meneses Romero (La Gloria, Cesar, 11 de noviembre de 1950), es un médico gineco-obstétrico y músico colombiano, conocido por ser compositor de múltiples canciones de música vallenata, entre los que se incluyen numerosos éxitos de la agrupación vallenata Binomio de Oro durante su auge con el cantante Rafael Orozco Maestre y el acordeonero Israel Romero.
A Meneses se le atribuye en parte el nacimiento del Binomio de Oro, ya que presentó en una parranda a su coterráneo Rafael Orozco con el guajiro Israel Romero.
Además de acaparar éxitos musicales con El Binomio de Oro, sus canciones también fueron grabadas por agrupaciones vallenatas como Alfredo Gutiérrez, Jorge Oñate, Los Hermanos Zuleta, Los Betos, Los Diablitos, Los Chiches Vallenatos, Otto Serge, Jorge Celedón, y Diomedes Díaz.
Una de las canciones de mayor éxito entre sus 350 composiciones, y que alcanzó reconocimiento internacional fue Momentos de amor, la cual fue inmortalizada por la voz de Rafael Orozco, y luego grabada nuevamente en 2009 por el cantante Carlos Vives y el acordeonero Egidio Cuadrado en el álbum Clásicos de la provincia II.

## Familia y estudios
Fernando nació en el municipio colombiano de La Gloria, Magdalena Grande, en el hogar del telegrafista Ubaldo Meneses y el ama de casa Juanita Romero. Sus ancestros por parte paterna tienen raíces en Rionegro (Santander) y en Santa Cruz de Mompox. Es hermano de  Alberto, Gustavo, Alfonso, Rafael, Ubaldo, Gloria y Sofía Meneses Romero.
En su infancia, Meneses Romero fue influenciado por el compositor Julio Erazo, amigo de su padre y quien frecuentaba su casa. Las composiciones de música vallenata de Erazo fueron grabadas por Bovea y sus vallenatos.
En su juventud, Meneses también fue compositor de boleros, valses, boleros y romanzas tropicales, en especial cuando fue enviado a estudiar la secundaria (bachillerato) a la edad de 15 años al colegio "José Eusebio Caro", en el municipio de Ocaña, departamento de Norte de Santanter. Luego de culminar sus estudios secundarios en 1967, se decidió a estudiar medicina. Estudió medicina en la Universidad de Cartagena, en la ciudad de Cartagena de Indias y se graduó como médico cirujano en 1975. Este mismo año, tras graduarse, realizó sus prácticas médicas por un año de servicio rural en el municipio de Codazzi (Cesar), y fue en esta localidad donde conoció al cantante Rafael Orozco Maestre, quien formaba agrupación vallenata con el acordeonero Emilio Oviedo. También conoció al acordeonero Israel Romero, quien formaba agrupación con el villanuevero Daniel Celedón. Tras coincidir en muchas parrandas, Meneses logró unir a Orozco con Romero para que formaran la agrupación Binomio de Oro.
En 1980, el doctor Meneses se especializó en Obstetricia y ginecología.
Contrajo matrimonio con Ruby Arrázola, una unión de la que nacieron Berenice, Mauricio y Fernando Meneses Arrázola. Meneses se estableció en la ciudad de Bucaramanga, departamento de Santander.

## Composiciones
Por su afinidad a la poesía, Meneses ha compuesto en varios géneros musicales. De su amistad con Pedro Nel Martínez salió la iniciativa de componer también en otros géneros musicales populares en Colombia, como bambucos y pasillos, y que le grabaron agrupaciones musicales como los duetos de Los Hermanos Martínez, Los Hermanos López y Los Hermanos Prieto.
Algunas de las más de 350 composiciones de la autoría de Fernando Meneses son:
- Pañuelito güamalero: en 1968 logró que le grabaran su primera canción. Esta composición de Meneses fue grabada por el conjunto Los Primos De la Hoz, grabada en formato acetato.[9]
- Momentos de amor: En 1976, el Binomio de Oro la grabó en su álbum El Binomio de Oro. Diomedes Díaz la grabó en su álbum La voz con Iván Zuleta en el acordeón en 2007. Fue también grabada en 2009 por el cantante Carlos Vives y el acordeonero Egidio Cuadrado en el álbum Clásicos de la provincia II.
- Muere una flor
- Nuestra separación
- Mi pedazo de cielo
- Mundo de ilusiones
- Mi mejor canción
- Un viejo amor
- Canasta de ensueños: Grabada por Jorge Oñate.
- Estoy solo: grabada por Daniel Celedón y Norberto Romero en el álbum Gira Mundo en 1977.
- Libertinaje: grabada por Daniel Celedón y Norberto Romero en el álbum Diferentes en 1978.
- Como nace una ilusión
- Me gustas porque si: grabada por la agrupación Los Diablitos.
- Un viejo amor: grabada por la agrupación Los Diablitos.
- El Paso de los años (Vals – pasillo).[8]
- El lenguaje de tu piel: grabada por Rafael Ricardo y Otto Serge.
- Conversando con Dios: grabada por Rafael Ricardo y Otto Serge.
- La novia del viento: grabada por Silvio Brito.
- Más enamorado que nunca: grabada por la agrupación Los Betos.
- Un egoísta: grabada por la agrupación Los Betos.
- Linda Sanjacintera: grabada por Alfredo Gutiérrez.
- Quiero ser tu amante (Bambuco).[8]
- Mi corazón es un tiple (Bambuco).[8]
- Mujer y llano: este tema ganó un concurso de música llanera en Villavicencio.[2]
- Triste final: Canción ganadora en el Festival Nacional de Compositores de Música Vallenata en San Juan del Cesar en 1997.[2]
- Nos quedó grande el amor: grabada por Jorge Celedón y Jimmy Zambrano.
- Amistad por amistad: grabada por Nelson Henríquez.
- Barranquilla alegre: grabada por Nelson Henríquez.
- Después del amor: grabada por Binomio de Oro
- Mis nietos (paseo vallenato): composición que participó en el concurso de canción inédita del Festival de la Leyenda Vallenata en Valledupar.[11]

## Homenajes y premios
En 1981 ganó el premio a la mejor canción llanera con el tema Mujer y llano en el Festival de la Canción en Villavicencio, departamento del Meta.
En 1997, Meneses participó en el Festival Nacional de Compositores de Música Vallenata en San Juan del Cesar, departamento de La Guajira y ganó el premio a "Compositor del año" con el tema Triste final.
En el 2013 ganó el concurso de canción inédita del Festival Vallenato de Arjona (Bolívar).
También en 2013 participó en el Festival de la Leyenda Vallenata en Valledupar y logró el segundo lugar en el concurso de canción inédita con el paseo vallenato Mis nietos. Fue superado por el compositor Álvaro Pérez Vergara, y en el tercer lugar quedó Margarita Doria Carrascal.
En octubre de 2018, el doctor Meneses fue homenajeado en su alma mater, la Universidad de Cartagena, y en el que se conmemoraron los 191 años de fundación de la institución educativa.